# Étables-sur-Mer
Étables-sur-Mer (bret. Staol) – miejscowość i dawna gmina we Francji, w regionie Bretania, w departamencie Côtes-d’Armor. W dniu 1 stycznia 2016 roku z połączenia dwóch ówczesnych gmin – Binic oraz Étables-sur-Mer – utworzono nową gminę Binic-Étables-sur-Mer. Siedzibą gminy została miejscowość Étables-sur-Mer. W 2013 roku populacja Étables-sur-Mer wynosiła 3126 mieszkańców. 